# 天校
天校，是一間中国的互联网技术服务商，其主要職務為編寫網絡运营系统供教育机构使用，总部設于北京。

## 历程
2016年3月31日，天校1.0在上海国家会议中心正式发布 。
2016年12月底，天校2.0上线。
2017年2月1日，进行战略升级，提出了学员全生命周期管理的概念。

## 公司
天校2014年6月由陈向东带领创建，邓弘担任总裁 。公司总部位于北京市海淀区中关村软件园二期，拥有北京和武汉两个研发中心。自成立以来一直从事面向教育领域的SaaS产品研发，天校为其旗下的机构协作运营系统。其系統在移动端和PC端都可以使用，支持IOS和Android双平台。